# 두나 미디어

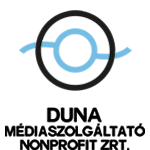

두나 미디어(헝가리어: Duna Médiaszolgáltató Nonprofit Zrt.)는 헝가리 공영 미디어 그룹 MTVA 산하에 있는 방송사로, 2015년 7월 1일 헝가리 텔레비전(MTV Nonprofit Zrt.)과 헝가리 라디오(Magyar Radio Zrt.), 그리고, 두나 텔레비전(Duna Televizio Nonprofit Zrt.)의 합병으로 설립되었다.

## 채널

### TV 채널
- M1 : 1957년 개국, 뉴스 채널
- M2 : 1973년 개국, 어린이(06시~20시)·청소년(20시~06시, M2 Petőfi) 채널
- Duna : 1992년 개국, 종합 채널
- M4 Sport : 2015년 7월 18일 개국, 스포츠 채널
- M5 : 2016년 9월 18일 개국, 교육·문화 채널
- M3 : 2013년 12월 20일 개국, 2019년 5월 1일 인터넷 방송으로 전환. 고전 채널
- Duna World : 2012년 1월 1일 개국, 국제 방송

### 라디오 채널
- 코슈트 라디오 : 1925년 개국, 보도·시사 채널
- 페퇴피 라디오 : 1932년 개국, 청소년 문화 채널
- 바르토크 라디오 : 1973년 개국, 클래식 음악 및 문화 채널
- 단코 라디오 : 2012년 12월 22일 개국
- 넴제티세지 아다소크 : 2007년 2월 1일 개국. 중파 주파수를 통해 08시부터 20시까지 외국어 방송을 하고 있다.
- 두나 월드 라디오 : 2012년 2월 27일 개국. 위성 기반 국제 라디오 방송